# Барбара фон Цили
Барбара фон Цили (на немски: Barbara von Cilli; на унгарски: Cillei Borbála; на чешки: Barbora Cellská; на словенски: Barbara Celjska; * 1392, † 11 юли 1451, Мелник в Бохемско кралство) от благородническия род Цили (в Словения) е втората съпруга на римско-немския император Сигизмунд Люксембургски, императрица на Свещената Римска империя и кралица на Бохемия от 1420 до 1437 г. 
Тя се намесва активно в политиката, на няколко пъти е щатхаутер в Унгария в отсъствието на съпруга си и е коронясана за римско-германска, унгарска и бохемска кралица. Тя е също астроложка и алхимичка. Основателка е на рицарския Орден на Дракона на 12 декември 1408 г. за борба срещу турците и за освобождение на България с крал Сигизмунд Люксембургски.

## Произход
Дъщеря е на Херман II фон Цили (* 1365, † 1435), граф на Цили, и на съпругата му Анна фон Шауенберг († пр. 1396), дъщеря на Хайнрих VII фон Шаунберг. Има трима братя и две сестриː
- Фридрих II (* 1379 † 1454), покняжен граф на Цили и Ортенбург-Щернберг (1435 – 1454), от 1436 г. имперски княз, наследствен бан на Хърватия (1453 – 1454), Славония (1445 – 1454) и Далмация, съпруг на Елизабета Франкопан и на Вероника Десениска
- Херман III (* 1380 † 1426), граф на Цили, съпруг на Елизабета фон Абенсберг и на принцеса Беатрикс Баварска фон Бавария-Мюнхен;
- Елизабета (* 1382 † 1426), съпруга на граф Хайнрих фон Гьорц
- Анна (* ок. 1384 † ок. 1439), съпруга на Никола II Горянски,  унгарски бан на Мачва, Усора, Соли (дн. Тузла), Славония, Хърватско и Далмация.
- Лудвиг (* 1387 † 1417), осиновен от своя бездетен чичо Фридрих Ортенбургски

Има и един полубрат от извънбрачна връзка на баща ѝ.

## Биография
Баща ѝ Херман II успешно работи за освобождаването и възстановяването на Сигизмунд Люксембургски, който временно е свален като унгарски крал, при което Сигизмунд благодари на Херман за подкрепата му след официалното му възстановяване на престола през 1401 г., като иска ръката на най-малката му дъщеря Барбара. Годежът с крал Сигизмунд, който е с повече от 20 години по-възрастен от нея, е договорен още през 1401 г.. Бракът е сключен едва през декември 1405 г. През 1409 г. тя ражда първата им дъщеря Елизабет, която по-късно се жени за Албрехт II Хабсбург.
Отначало Барбара често остава в Унгария, където притежава големи имоти, няколко пъти в отсъствието на съпруга си, който участва в политическите дела, тя е щатхаутер и е коронясана за унгарска кралица през 1408 г. На 8 ноември 1414 г. е коронясана за римско-германска кралица заедно със Сигизмунд, което я прави последната римско-германска кралица, коронясана в Аахен.
Барбара впечатлява съвременниците със своята жизненост и красота, когато придружава съпруга си на Събора в Констанц през 1414-1418 г., където остава малко по-малко от година, преди да се завърне в Унгария през декември 1415 г. Оставайки там до завръщането на съпруга си през 1419 г., тя носи единствената политическа отговорност. Предполагаемото взаимно отчуждение на двойката (с изневери на двамата съпрузи), съобщено от различни хроникьори, се противопоставя на голямото политическо влияние, което тя упражнява върху съпруга си. Тя не присъства на коронацията му за крал на Бохемия през 1420 г., която е белязана от вече започналите Хуситски войни. Тя също така извършва обширни финансови трансакции с имперските князове от негово име. По-късно съпрузите отново се сближават и тя участва в пътуването на мъжа си до Рим през 1433 г. В края на май е коронясана за императрица, а на 11 февруари 1437 г. – и за кралица на Бохемия.
В спора за наследника на Сигизмунд тя застава на страната на бохемците през 1437 г. срещу своя хабсбургски зет Албрехт, посочен от Сигизмунд, който е мразен от много бохемци като един от основните противници в Хуситските войни, и вместо това предпочита полските крал Владислав III. Барбара е временно затворена от Албрехт в Братислава, но успява да избяга в Полша през 1438 г. Поради това той е временно забранен от сегашния „почти император“ Албрехт II и той също конфискува обширните му имоти в Унгария. Полският крал нахлува в Бохемия с армия, но в крайна сметка трябва да се откаже от претенциите си за власт в Бохемия. Само няколко години след смъртта на Албрехт (1439 г.) Барбара се завръща от Полша през 1441 г., живее в Мелник. Занимава се с окултни науки и алхимия. Тя умира от чума там през юли 1451 г.; тя е погребана в Кралската крипта в Прага.

## Репутация на алхимичка и окултистка
Тя се посвещава на окултните науки и се занимава с алхимия, което предизвиква недоволство у редица нейни съвременници. Това стига толкова далеч, че по-късно се появяват легенди, че тя е вампир по време на Констанцкия събор в Констанц и все още се страхуват от нея като кръвопийка на Балканите днес. Световната хроника на Хартман Шедел от 1493 г. също е знак за нейния лош некролог като „германската Месалина“, който е рекламиран от династически съревноваващите се Хабсбурги. 
Говори се, че бохемският алхимик Йоан от Лаац (Joannes de Lasnioro) е докладвал за техните химически експерименти през около 1440 г. в ръкопис, който сега е изгубен, за който докторът Бенедикт Николаус Петреус съобщава в предговора към своето издание на Chymischen Schriften от Василий Валентин. След това Лаац тества нейните алхимични знания. Тя отговаря „с женска деликатност“ и боядисва медно бяло пред очите му с прах от живак, арсен и съставки, които ескрила, и така уж го превръща в сребро. Лаатц обаче установява че въпреки че линията е същата като при среброто, металът не издържа теста с чук. Тя също му показа много подобни трикове, между другото прави злато с железен шафран, медна вар и други прахове, които отново губеха цвета си при разтопяване. Лаатц пише, че тя е измамила много търговци. Когато той я обвинява в измама, тя го заплашва, че ще го затвори, но казва, че той ще се размине с Божията помощ.
Други принцове от нейната епоха също се занимават с алхимия, по-специално Йохан фон Бранденбург-Кулмбах, когото тя подкрепя политически със съпруга си, както и като цяло има добри отношения с Камарата на Бранденбург и ги използва в полза на съпруга си.

## Брак и потомство
∞ декември 1405 за Сигизмунд Люксембургски (* 15 февруари 1368, † 9 декември 1437), мкурфюрст на Бранденбург, крал на Унгария и Хърватия, германски крал от 20 септември 1410 г., крал на Бохемия, император на Свещената Римска империя (1433 – 1437), от когото има една дъщеря:
- Елизабет фон Люксембург (* * 28 февруари 1409, Прага; † 19 декември 1442, Дьор), чрез брак е кралица на римляните (1438 – 1439), Унгария (1437 – 1439), Бохемия (1438 – 1439) и Хърватия; ∞ 1421 за Албрехт V (II) (1397 – 1439), крал на Унгария и Хърватия, римско-немски крал, крал на Бохемия и ерцхерцог на Австрия, от когото има двама сина и две дъщери

## Галерия
- Крал Сигизмунд фон Люксембург и кралица Барбара фон Цили на Събора в Констанц
- Кралица Барбара фон Цили
- Улрих фон Рихента, Барбара фон Цили
- Печат на Барбара фон Цили
- Барбара фон Цили
- Герб на Барбара фон Цили в замука Тренцин